# Al-Qusiya
Al-Qusiya (àrab: القوصية, al-Qūṣiyya) és una ciutat d'Egipte situada uns 35 km al sud de Mallawi i 327 al sud del Caire, amb uns 50.000 habitants, dels quals un 70% són coptes.
La ciutat fou fundada durant l'Imperi antic i es va dir probablement Kis o Qis (Qesy), i els coptes li van dir Kõskõ, que fou transformat en grec a Kousos o Kousai (també Akouasa, Akoussa, Kousis i Khousai) que va donar el nom llatí Cusae (o Cussa i altres variants) i grec Kusae. Fou capital del nomós XIV de l'Alt Egipte, i el deu principal fou Hathor, identificat amb la deessa grega Afrodita.
El lloc més interessant és el Deir al-Muharraq (El monestir cremat) el qual és a uns 7 km al sud-oest de la ciutat i que té a uns 6 km a l'oest les Tombes de Mir.
De la ciutat antiga egípcia no en queden rastres. Se sap que tenia un temple d'Hathor però no ha estat localitzat. Sota l'Imperi romà i després romà d'Orient fou seu de la Legio II Flavia Constantia.
Fou seu d'un bisbe que fou sufragani d'Antinoe a la Tebaida Prima. Michel Le Quien (II, 597) esmenta alguns bisbes: Aquil·les i Melecià, vers el 325, i Theonas, present a Constantinoble el 553.
A la meitat del segle VII va caure en mans dels musulmans i va seguir la història d'Egipte però localment es va afermar la religió cristiana. Encara avui els coptes són una gran majoria a la ciutat.
El 1998 la policia egípcia buscant els assassins de dos joves coptes va sotmetre a tortura als seus familiars més propers i al no obtenir resultats a familiars llunyans i amics (total unes 1200 persones en un mes) fins que el bisbe Wissa va donar a conèixer els fets a la premsa internacional. Les tortures es van aturar però Wissa fou traslladat emparant-se el govern amb les lleis d'emergència, acusant-lo de "minar la unitat nacional"; cap policia fou castigat; el 1999 un enfrontament entre un comerciant copte i un client musulmà es va estendre a altra gent i es van produir trets que van deixar 20 coptes morts (i 1 musulmà) a més de dotzenes de ferits; la policia no va fer res per aturar els enfrontaments que van durar dos dies. El govern va proposar anomenar a la ciutat "Ciutat de Pau" en lloc d'Al-Qusiya que vol dir en àrab clàssic "L'enemistat".